# کلاه پهلوی

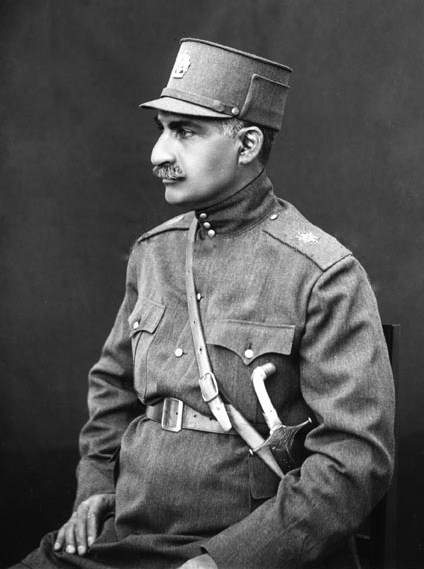
رضاشاه هنگامی که کلاه پهلوی پوشیده‌است.

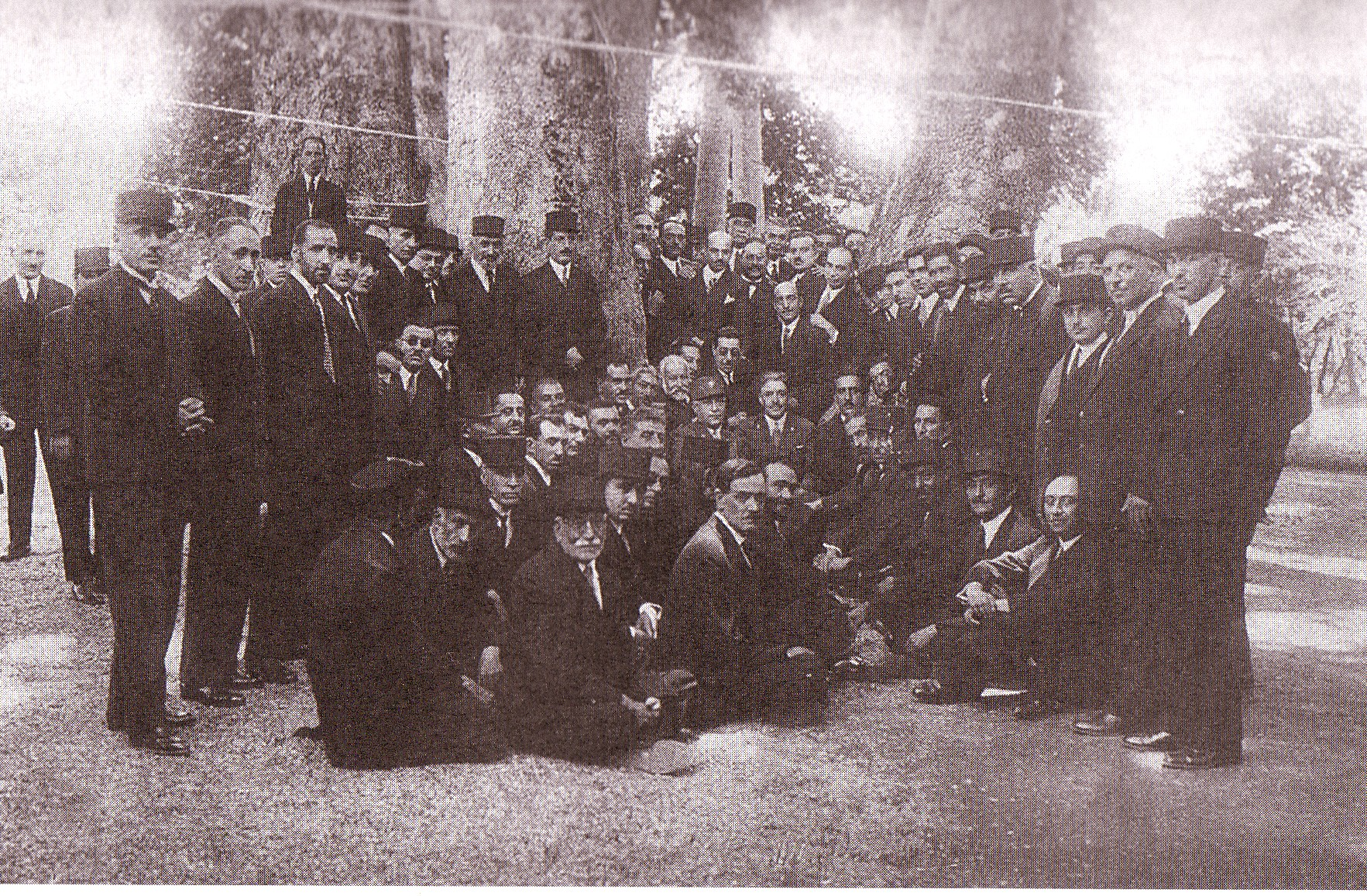
تیمورتاش و گروهی از مردان ایرانی با کلاه پهلوی

کلاه پهلوی نام کلاهی گرد و لبه‌دار بود که به دستور رضاشاه، همهٔ مردان ایرانی بایست آن را به سر می‌گذاشتند.

## تاریخچه
تا پیش از سلطنت رضاشاه، انواع پوشش سر برای مردان معمول بود. معمول‌ترین پوشش سر در میان بازاریان عمامه شیرشکری و دستار و در میان کارمندان کلاه بدون لبه بود. علاوه بر این در میان شاه‌زادگان و اروپا دیدگان، کلاه سیلندر نیز مرسوم بود.
در سال ۱۳۰۶ ابتدا به وزرا و روسای ادارات و کارمندان دولت دستور داده شد تا از کلاه لبه‌دار پهلوی استفاده کنند. در مرحله بعد به مدارس دستور داده شد که از ورود دانش‌آموزان بدون کلاه پهلوی جلوگیری شود. مرحله بعد تصویب قانون لباس متحدالشکل (یونیفرم) توسط مجلس شورای ملی (جلسه ۱۴ مورخ ۴ دی‌ماه ۱۳۰۷) بود. با تصویب این قانون، مأمورین شهربانی بر فشار خود به مردم افزودند.

## قانون
در ماده اول این قانون آمده‌است که کلیه اتباع ایران که برحسب مشاغل دولتی دارای لباس مخصوصی نیستند در داخل مملکت مکلف هستند با لباس متحدالشکل کلاه پهلوی و نیم‌تنه بافته‌شده در ایران ملبس گردند. در ماده دوم این قانون روحانیون و طلاب از اجرای آن مستثنی شدند. ماده سوم متخلف را به حبس تا هفت روز محکوم نموده و ماده چهارم تاریخ آغاز اجرای آن را در شهرها ۱۳۰۸ و در روستاها ۱۳۰۹ معین کرده‌است.